# San Carlos Centro

Área del municipio de San Carlos Centro en el departamento Las Colonias.

San Carlos Centro es una ciudad y municipio ubicado en el departamento Las Colonias de la provincia de Santa Fe.

## Población
Cuenta con 11,055 habitantes (Indec, 2010), lo que representa un incremento del 15% frente a los 10,465 habitantes (Indec, 2001) del censo anterior. Forma un aglomerado urbano junto a la localidad de San Carlos Sud, el cual se denomina San Carlos Centro - San Carlos Sud, que cuenta con un total de 13,157 habitantes (Indec, 2010).
Población aproximada en la actualidad (año 2021): 15.500 habitantes 
| Gráfica de evolución demográfica de San Carlos Centro entre 1991 y 2010 |
|                                                                         |
| Fuente: Censos nacionales del INDEC                                     |

## Fundador
Carlos Beck Bernard, fue el director principal de la Sociedad Colonizadora Suiza Beck y Herzog, compañía que fue la encargada de suministrar colonos para habitar estas tierras.
La Colonia San Carlos fue fundada en lo que actualmente es San Carlos Sud y sus primeros pobladores fueron inmigrantes suizos, que llegaron a Santa Fe por vía fluvial en 1858. Luego fueron arribando además franceses e italianos. Con el paso de los años por problemas de idioma, de religión y de xenofobia los italianos se fueron al norte del pueblo creando la localidad de San Carlos Centro y los franceses un poco más al norte creando al pueblo de La Carlota, al que posteriormente denominaron San Carlos Norte.

## Creación de la comuna
- 2 de junio de 1886

## Creación del municipio
- 9 de octubre de 1986

## Festividades
- Fiesta de la Cerveza: Primera semana de enero
- Fiestas de las Colectividades: febrero
- Carnavales: febrero
- Torneo Nacional AAT Profesional Masculino de Tenis: mes de febrero.
- Torneo Internacional de Voleibol "Sabalito": mayo
- Fiesta de Los Jardines de Infante: mayo
- Motoencuentro: junio
- Torneo Interprovincial de Bochas por Trío: junio
- Encuentro de Centros Tradicionalistas de la "Agrupación El Cencerro": septiembre
- Fiesta de la Primavera: septiembre
- Fiesta del Adulto Mayor: octubre
- Torneo Internacional de Fútbol Infantil "Argentinito de San Carlos": octubre
- Fiestas patronales: 4 de noviembre
- Santo Patrono (solo de la población católica): San Carlos Borromeo, festividad: 4 de noviembre
- Encuentro del Libro y la Cultura: noviembre
- "100 km Doble San Carlos": Competencia Ciclística primera quincena de diciembre
- Torneo Internacional Femenino de Tenis ITF Women Circuit: mes de septiembre.

## Ciudades hermanas
- San Carlo Canavese, Piamonte, Italia
- Altare, Liguria, Italia

## Instituciones deportivas

### Argentino de San Carlos
- Fútbol (Militando en la Liga Esperancina de Fútbol)
- Básquet (Militando en la Asociación Santafesina de Básquet)
- Bochas (Militando en la Asociación Sancarlina de Bochas)
- Hockey (Militando en la Asociación Santafesina de Hockey)
- Natación
- MMA
- Patín Artístico
- Pesca Deportiva
- Taekwondo
- Tenis Criollo (Miembro de la Asociación Santafesina de Tenis Criollo)
- Tenis Inglés (Miembro de la Liga del Litoral Argentino)
- Vóley (Militando en la Asociación Santafesina de Vóley)

### Club Central San Carlos
- Fútbol (Militando en la Liga Esperancina de Fútbol)
- Boxeo
- Natación
- Tenis Inglés
- Vóley (Militando en la Asociación Santafesina de Vóley)
- Patín

### San Carlos Rugby Club
- Rugby (Militando en la Unión Santafesina de Rugby)

### Club Atlético General Güemes
- Bochas (Militando en la Asociación Sancarlina de Bochas)
- Vóley

### Bochin Bochas Club
El club cuenta con equipos deportivos de las siguientes disciplinas:
- Vóley (Femenino y Masculino. Militando en la Liga de los 6 caminos)
- Bochas (Militando en la Asociación Sancarlina de Bochas)
- Rollers

## Empresas de importancia
- Bisignano: Máquinas envasadoras.
- Cristalería San Carlos S.A.: Fabricación Artesanal de Cristal Fino Soplado a Boca.
- Primo y Cia.: Máquinas envasadoras.
- Tecnología en Electrónica y Control S.R.L.: Electricidad Industrial-Automatización-Finales de línea con robot antropomorfo.
- Lheritier S.A: Golosinas y alimentos.
- Dona Arte Gráfico: Cartelería.
- Orita´s Fabrica de Snacks
- Las Marías: Muebles.
- Carpintería San Carlos: Fábrica de muebles.
- Cenci: Alimentos
- San Carlos Tapas: Tapas.
- Transporte Hischier: Transporte.
- Empresa San Carlos: Transporte de pasajeros.
- Tekalum: Aluminio.
- Chacinados Klein: Chacinados.
- Pinciroli Hnos: Broches.
- Dallas 3D: Productos fabricados en impresoras 3D.

## Bibliotecas
- Biblioteca Popular Centro Rivadavia

## Medios de comunicación

### Radios
- FM Onda Latina 89.9 MHz.
- FM La Roka 94.1 MHz.
- FM Stylo Tropical 96.1 MHz.
- LRM Laguna 96.5 MHz.
- FM Vida 99.7 MHz.
- LRM 723 Centro 101.3 MHz.
- FM Latina 106.5 MHz.
- FM San Carlos 107.7 MHz.

### Televisión
- San Carlos Visión, Canal 2 San Carlos Producciones S.A.

### Periódicos
- La Voz de la Región Web
- El Urbano de San Carlos

### Medios Digitales
- La Voz de la Región Web
- El Urbano de San Carlos
- DataSanCarlos

## Parajes
- Distrito de Coronel Rodríguez

## Fuga del "triple crimen de General Rodríguez"
En la madrugada del 26 de diciembre de 2015 los hermanos Cristian y Martín Lanatta y Víctor Schilacci se fugaron de un penal de alta seguridad en General Alvear.
El 7 de enero de 2016 a las 7:00 AM los hermanos Lanatta y Schilacci se balearon con efectivos de gendarmería nacional, resultando herido un gendarme. Este hecho sucedió en un campo dentro de la jurisdicción de San Carlos Sud, entre esta localidad y Gessler. Los prófugos lograron escapar pero cerca de las 8:30 AM se produjo otro tiroteo contra oficiales en las cercanías de las piletas de tratamientos de sustancias cloacales de la ciudad de San Carlos Centro. Estas piletas también se encuentran en la cercanía de otros dos pueblos, San Agustín y San Carlos Norte. Nuevamente los prófugos lograron escapar.
Desde entonces se armó un megaoperativo de seguridad nacional, con intervención de Gendarmería Nacional, Policía de Seguridad Aeroportuaria, Policía Federal, Policía de la provincia de Santa Fe, policías locales de los pueblos de la zona de búsqueda, miembros del grupo de élite Halcón, 4 helicópteros, y demás efectivos de seguridad, completando en la suma de todos estos más de 600 unidades. 
Se estableció como base de operaciones al Centro de Exposición y Ventas de San Carlos Centro. El megaoperativo de búsqueda se realizó en una zona de importante tamaño, dentro de un radio de 25 kilómetros a la redonda de San Carlos pero principalmente en el cuadrado formado entre las localidades de San Carlos Norte, San Carlos Sud, San Agustín y Matilde.
La noticia y el seguimiento de los hechos tuvo altísima importancia nacional en todos los medios del país, quienes transmitieron de manera directa desde la zona de búsqueda, siendo una de los acontecimientos policiales de la Argentina más importantes de comienzos del siglo XXI.

## Parroquias de la Iglesia católica en San Carlos Centro
- Parroquia San Carlos Borromeo,[1] perteneciente a la arquidiócesis de  Santa Fe de la Vera Cruz.